# Clarence Williams
Pour les articles homonymes, voir Williams.
Williams (Clarence), pianiste, chef d'orchestre et compositeur américain (Plaquemine, Louisiane, 1893 - New York, 1965).

## Biographie
Clarence Williams a joué sur des morceaux où Sidney Bechet était clarinettiste au début des années 1920 (Clarence Williams 'Blue Five'). Il était aussi considéré comme un homme important du phonographe à New York et un éditeur de grands artistes au cours des années 1920 et 1930. Il fut notamment en relation avec Louis Armstrong.

## Discographie
Enregistrements :
- Down hearted blues (avec Bessie Smith, 1923)
- Everybody loves my baby (1924)
- Des CD Albums de compilation ont été édités depuis 1994, notamment pour des morceaux de 1928-1929, 1930-1931.